# Lurische Sprache

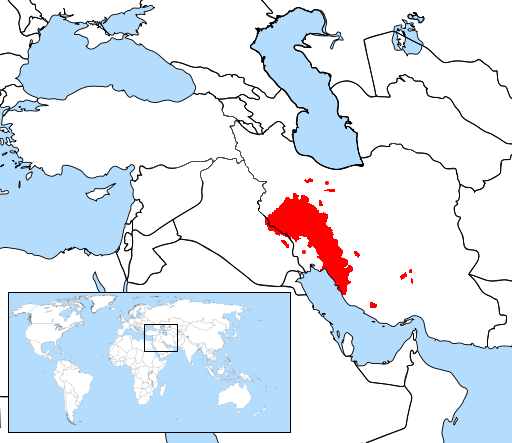
Lurische Gebiete

Lurisch (persisch لرى Lorī loriː, /luriː/) ist ein dem Persischen nah verwandter Dialektcluster, der zur Südwestgruppe der iranischen Sprachen gehört, zu der auch Persisch gerechnet wird.
Manche Forscher sehen diesen Kluster als eine Untergruppe des Persischen. Bis zum Anfang des 20. Jahrhunderts waren weniger als 150 Wörter der Sprache im Westen bekannt und Lurisch wurde noch 1901 als kurdischer Dialekt betrachtet, vor allem, da kurdische Stämme in Luristan leben. Erst ein Aufsatz O. Manns im Jahre 1904 deckte die „tiefergehende Scheidung“ von Kurdisch und Lurisch auf. Lurisch findet sich regional parallel zu Bachtiarisch und Leki.
Lurisch wird hauptsächlich in den iranischen Provinzen Luristan, Ilam, Tschahār Mahāl und Bachtiyāri, Kohgiluye und Boyer Ahmad sowie in Teilen von Chuzestan und Isfahan gesprochen.
SIL Ethnologue listet folgende Dialekte auf:
- Nördliches Lori [lrc], ca. 1,5 Mio. Sprecher (2001)
- Bachtiari [bqi], ca. 1 Mio. Sprecher (2001)
- Südliches Lori [luz], ca. 875.000 Sprecher (1999)
- Kumzari [zum], gesprochen auf der Halbinsel Musandam und der vorgelagerten Insel Dschazīrat Umm al-Ghanam in Nordoman, ca. 1.700 Sprecher (1993)
- Auch eine große Gruppe von Luren spricht Leki, das nach Meinung einiger Sprachwissenschaftler nicht als kurdischer, sondern als lurischer Dialekt gilt.[1][2][3][4]

## Weblinks

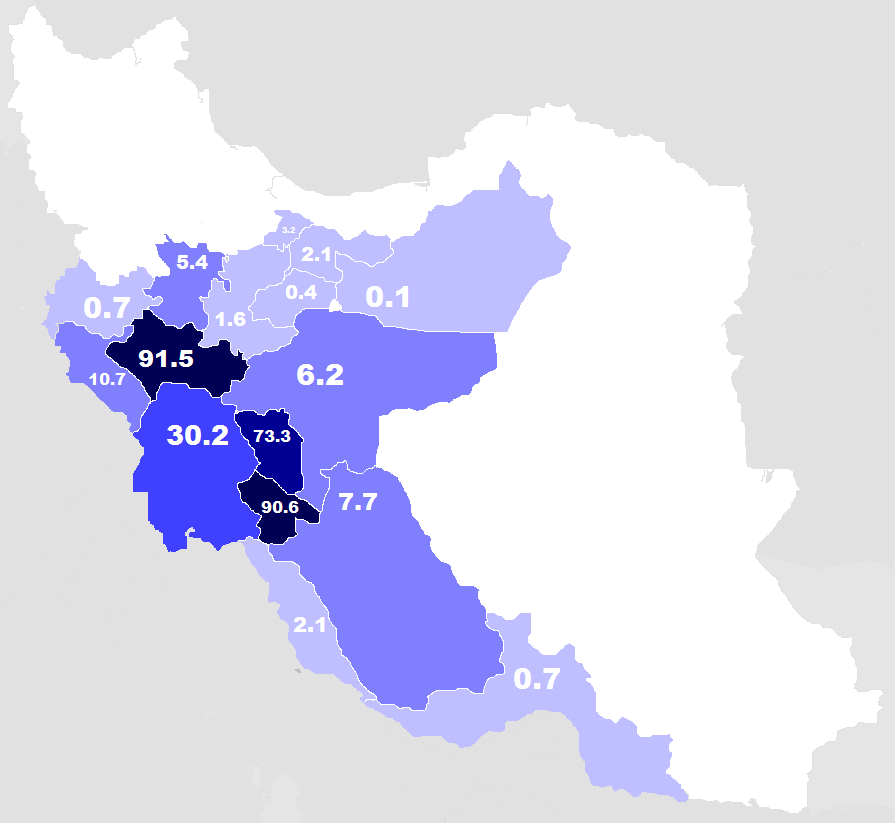
Luren im Iran nach Provinz